# Vysoká (Malé Karpaty)
Vysoká (759 metrů) je druhým nejvyšším vrcholem v Malých Karpatech na Slovensku. Nachází se severovýchodně od vsi Kuchyňa a jihozápadně od vsi Rohožník. Vrchol nabízí výhledy na Malé Karpaty, Tribeč, Považský Inovec a Podunajskou pahorkatinu. Hora je chráněna jako stejnojmenná přírodní rezervace a je součástí chráněné krajinné oblasti Malé Karpaty.

## Ochrana přírody
Přírodní rezervace byla vyhlášena roku 1988 a měří 80,5 hektaru. Předmětem ochrany jsou přirozené lesní a skalní společenstva v jižní části Bílých hor v dubovo-bukovém a bukovém vegetačním stupni, v okrajových částech s převahou lipových bučin a lipových javořin, ve vrcholových částech vápnomilné nelesní společenstva skal a skalních puklin. Rezervace je součástí chráněné krajinné oblasti Malé Karpaty.

## Fauna
Ze živočišné říše tu mají velké zastoupení mufloni.

## Přístup
Na vrchol Vysoké vede z Kuchyni na jihozápadě a od Zochovy chaty na jihovýchodě modře značená turistická trasa. Východně od hory je mezi rozcestími Hubálová a Panské uhliská souběžně červeně značena Cesta hrdinů SNP.